# Ochrosperma citriodorum
Ochrosperma citriodorum är en myrtenväxtart som först beskrevs av Penfold och J.L.Willis, och fick sitt nu gällande namn av Malcolm Eric Trudgen. Ochrosperma citriodorum ingår i släktet Ochrosperma och familjen myrtenväxter. Inga underarter finns listade i Catalogue of Life.